# 市川呉服店
株式会社市川呉服店（いちかわごふくてん）は、愛知県刈谷市広小路5丁目25にある着物販売店。着物の貸付（レンタル）や仕立て直し（リスタイル）も行っている。

## 歴史

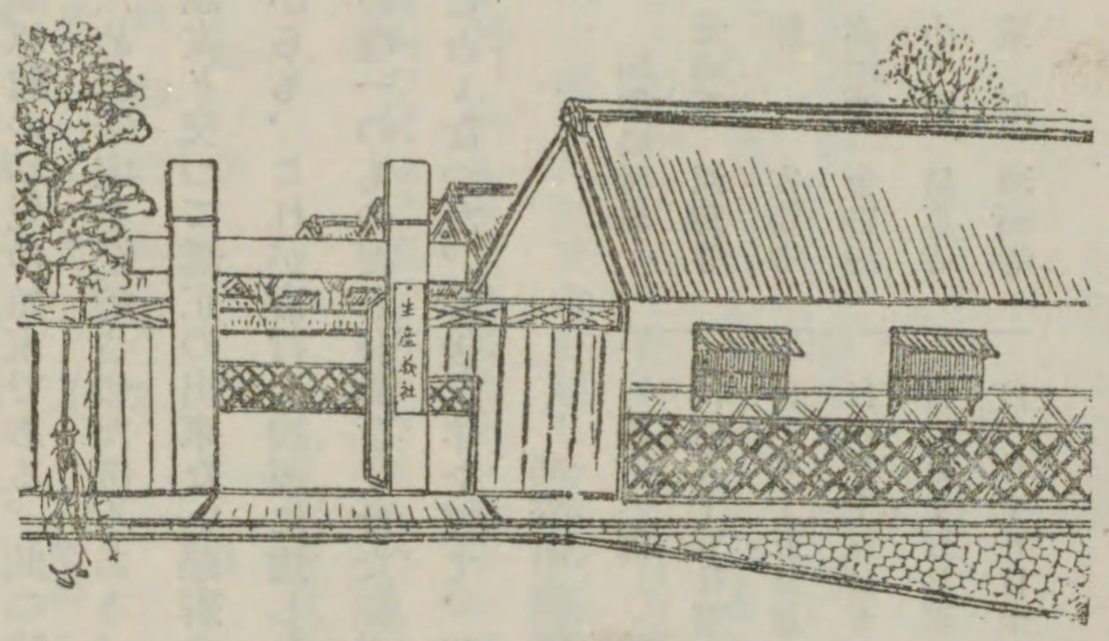
市川宗平が関わった生産義社

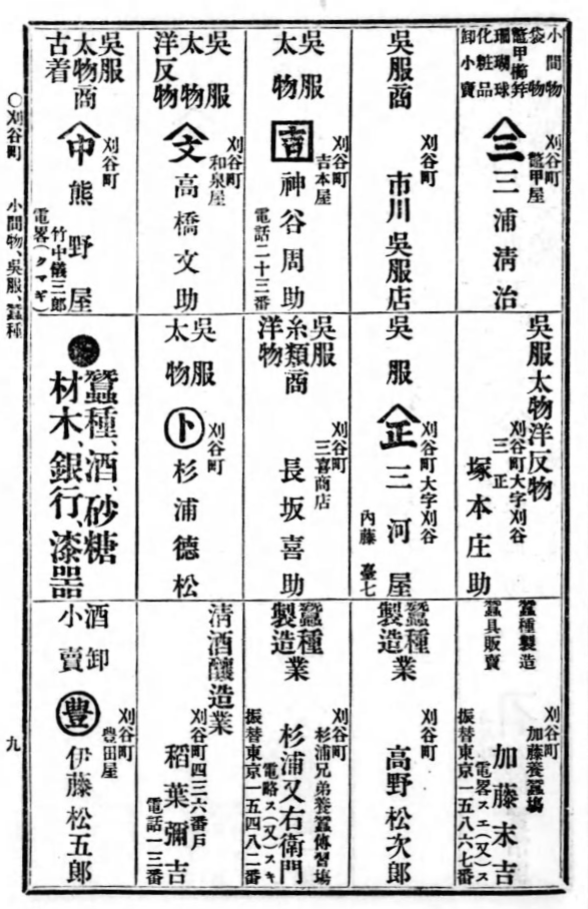
市川呉服店も載る1913年の商工名鑑

1871年（明治4年）の廃藩置県と同年、旧刈谷藩藩士の市川宗平が商売を願い出て、刈谷城の町口門前（肴町、現在の銀座5丁目）に呉服商を開業した。1875年（明治8年）には東隣にヤマコー味噌店も創業している。明治初期に建てられた市川呉服店の建物は旧市川家住宅（旧市川呉服店）として、ヤマコー味噌店の建物は鬼頭家住宅として現存している。
なお、1868年（明治元年）には刈谷城の大手門外で刈谷藩三家老が斬殺される事件が起こっているが、若年だった市川宗平も大手門を閉じて監視する役目で関与している。1871年（明治4年）には大野定らによって生産義社（刈谷士族会の前身）が設立されたが、市川宗平は1887年（明治20年）、1892年（明治25年）、1897年（明治30年）、1902年（明治35年）に複数いる総代のひとりとなっている。
1928年（昭和3年）の昭和天皇御大典の際には、肴町の各店が町に対して獅子頭を寄贈したが、この獅子頭は市川呉服店の旧店舗に保管されている。
1956年（昭和31年）時点の当主だった市川寛二は、愛知県繊維製品小売商業協同組合副理事長、刈谷商工会議所常任理事、刈谷市商店街連盟会長、刈谷市参与などを歴任した。刈谷市商店街連盟会長の座は初代会長の6代目藤井清七から引き継いだものである。
1973年（昭和48年）、刈谷市広小路5丁目25の現在地に移転した。この場所はもともと刈谷城下で武家屋敷があった場所である。
2021年（令和3年）3月、創業150周年を迎えた。2021年（令和3年）現在の市川裕大社長は6代目。道路を挟んで向かいには十念寺がある。

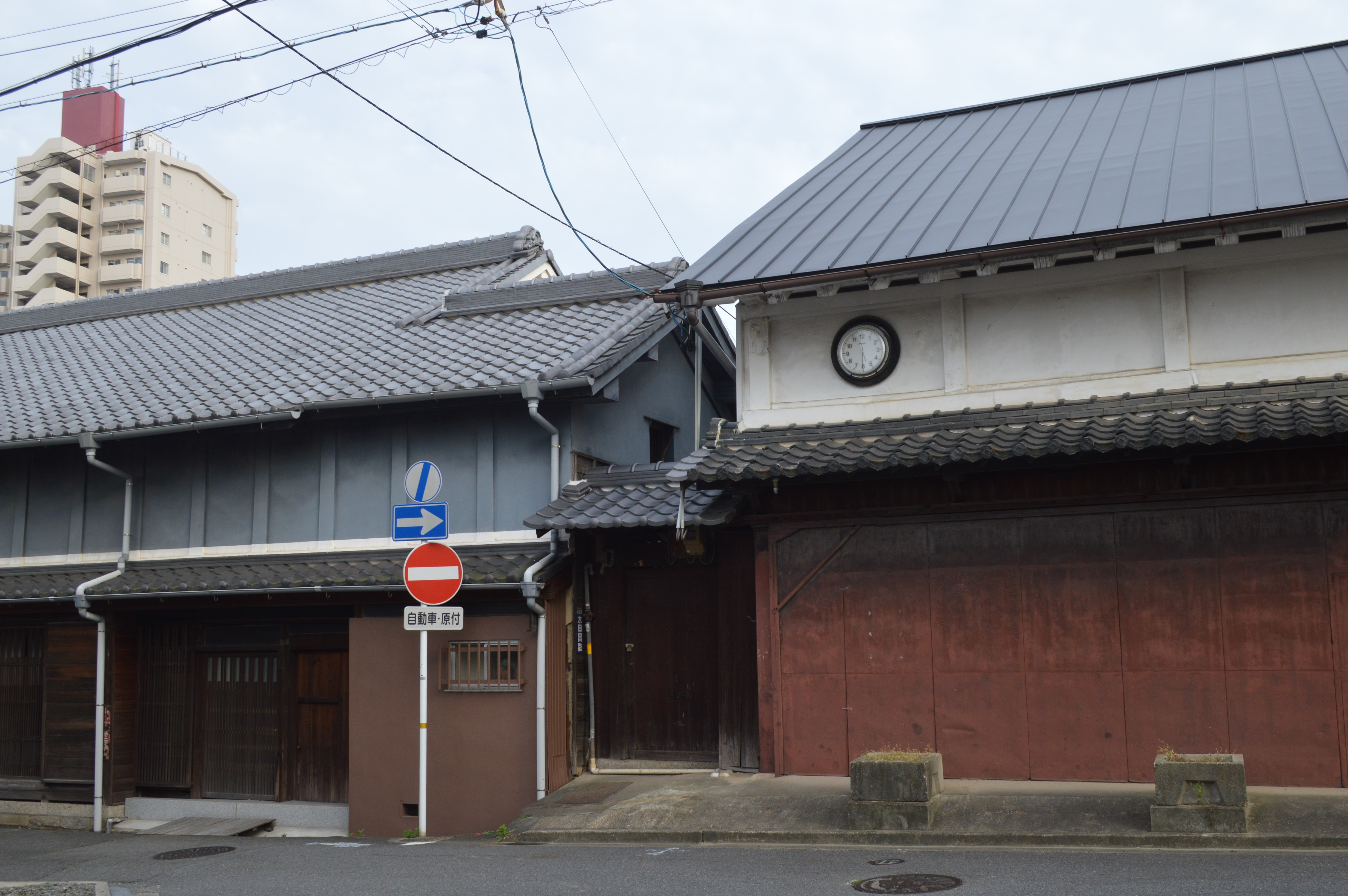
刈谷市銀座5丁目にある旧ヤマコー味噌店（左）と旧市川家住宅（右）
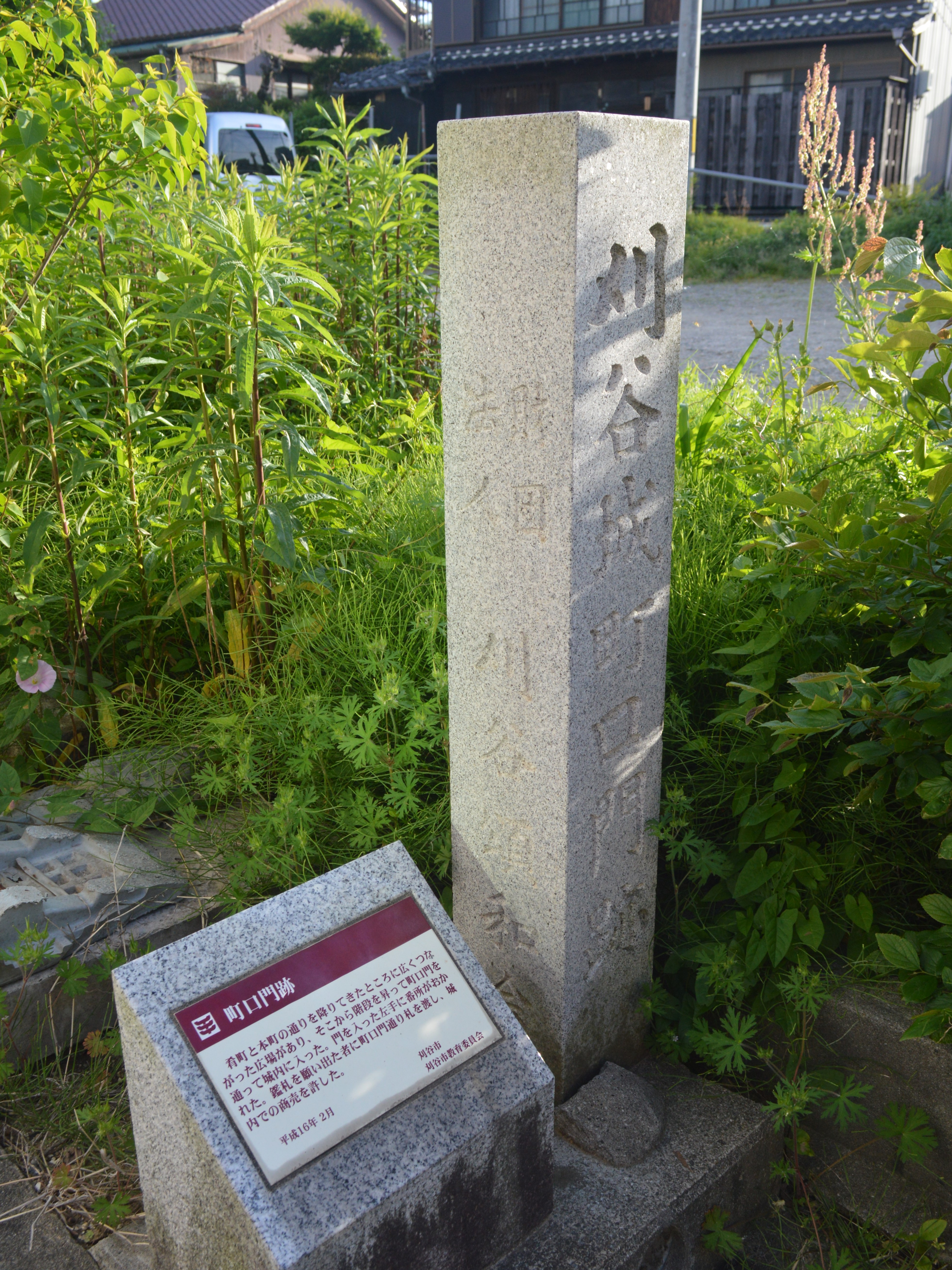
隣接地にある「刈谷城町口門跡」碑

## 旧市川家住宅
刈谷市銀座5丁目89にある創業時の建物は、旧市川呉服店または市川家住宅と呼ばれる。
通りに北面して母屋があり、その奥には蔵を中心とする台所・浴室棟が、さらに奥には3階建ての座敷と蔵がある。外観は伝統的な町屋であるが、内部は天窓を設けるなど部分的に洋風に改装していることが特徴である。軒丸瓦や用水甕には市川家の家紋（市カ輪）が刻まれているが、母屋の鬼瓦には家紋ではなく八つ鷹の羽車紋（井上鷹）が刻まれており、市川家が1871年（明治4年）商売を始める際にこの建物を居抜きで購入したとする説もある。
母屋
母屋は木造2階建てであり、間口9間半、奥行7間である。母屋の東側の5間分は土間であり、土間の奥側が板間となっている。母屋の西側には、6畳の玄関、8畳間、8畳の座敷、8畳の洋室、6畳の仏間、6畳間がある。土間のうち3間は1階・2階の洋風の吹き抜けである。2階の吹き抜けは半間の廊下で囲み、上部をガラスの天窓としているのが特徴である。
台所・浴室棟
敷地の中央部にある蔵は3間であり、その南には4畳半の茶室、台所、風呂、物入れがある。
座敷棟
廊下を挟んで12畳間と床の間付き10畳間があり、この2室は三方を廊下で囲まれている。その東に3間半の蔵がある。

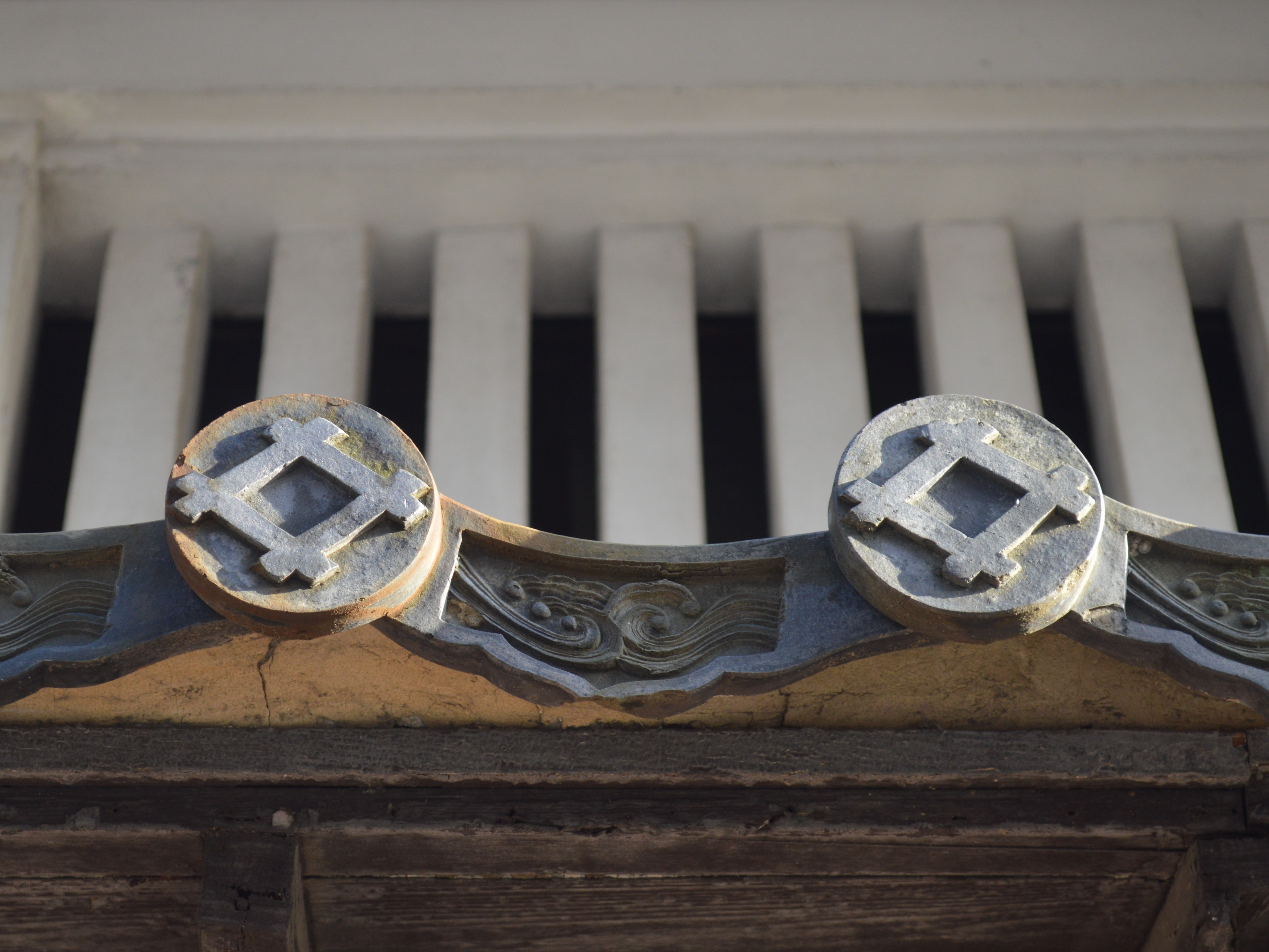
家紋の井桁紋が彫られた軒丸瓦
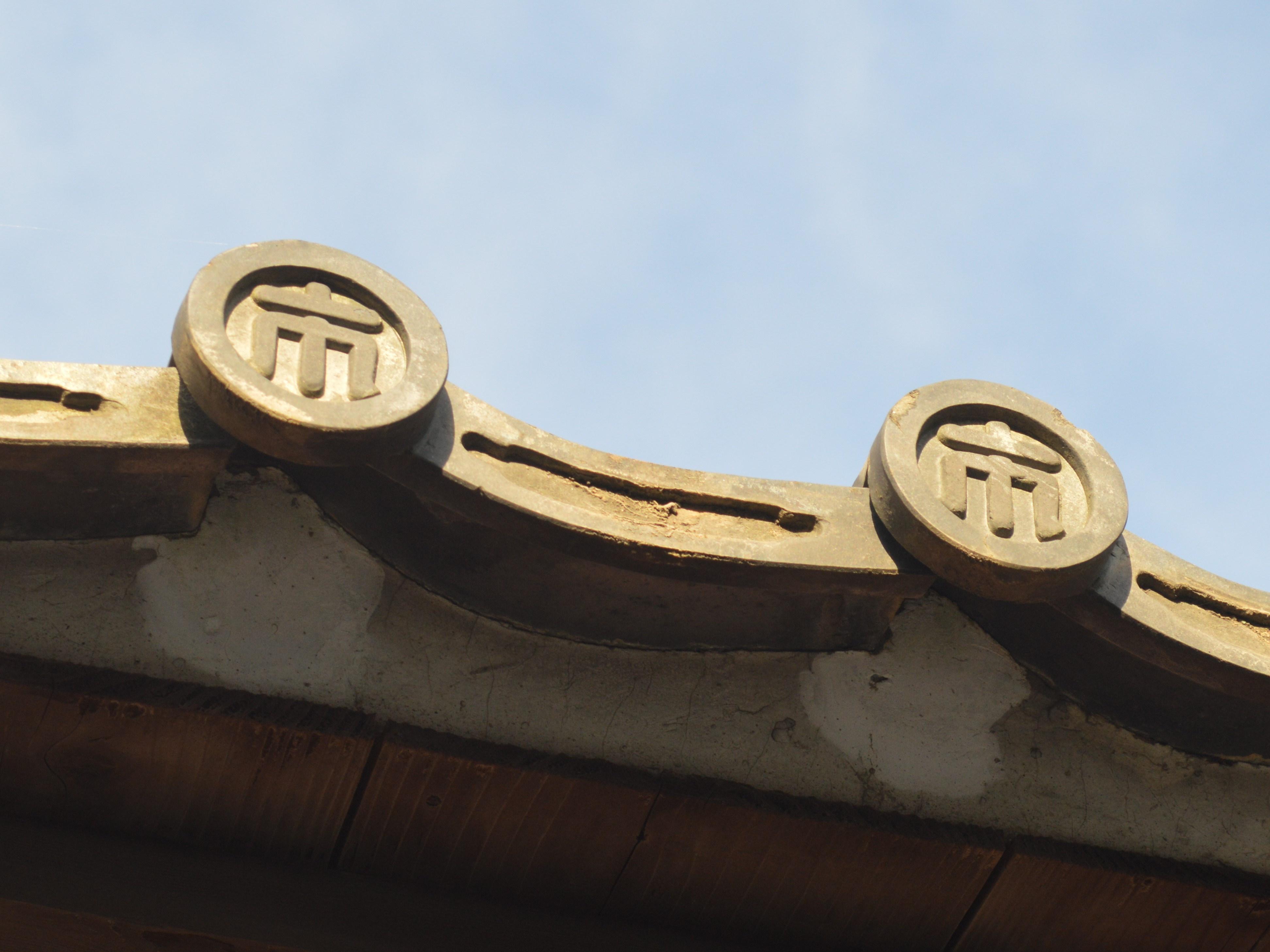
「市」字が彫られた軒丸瓦

## 市川家歴代
- 初代 市川宗平
- 市川寛二 - 愛知県刈谷中学校卒業[7]。愛知県繊維製品小売商業協同組合副理事長[7]。刈谷商工会議所常任理事[7]。刈谷市商店街連盟会長[7]。刈谷市参与[7]。
- 5代 市川裕士
- 6代 市川裕大
- 市川善一